# Xanthorhoe acutangulata
Xanthorhoe acutangulata là một loài bướm đêm trong họ Geometridae.